# Anton Waldmann
Anton Waldmann (* 21. Februar 1878 in Zwiesel; † 26. März 1941 in München) war ein deutscher Facharzt der Hygiene und als Generaloberstabsarzt Heeres-Sanitätsinspekteur der Reichswehr und der Wehrmacht.

## Schule, Studium und Promotion
Als Sohn eines staatlich angestellten Tierarztes besuchte er ab dem vierten Lebensjahr für fünf Jahre die Volksschule in Prien am Chiemsee und danach ein Jahr in Garmisch. Es folgte in München ein Aufenthalt in einem königlichen Erziehungsinstitut, wo Söhne von Beamten unterrichtet wurden. Dort absolvierte er für neun Jahre die Gymnasialschule. Im Herbst 1897 begann er das Studium der Medizin an der Universität München. Während seines Studiums wurde er Mitglied des AGV München. Die Prüfung zum Arzt bestand er im Frühjahr 1902, um dann im selben Jahr am 22. Juli die Promotion zum Dr. med. an der Universität München mit der Arbeit Uber primäres Carcinom des Lungenparenchyms zu erlangen.

## Militärlaufbahn und Facharzt
Im Jahr 1903 begann seine militärische Laufbahn beim 2. Königlichen bayerischen Infanterieregiment in München. Es folgte ein Kommando als Truppenarzt in Metz, wobei er am 21. September 1903 zum Assistenzarzt ernannt wurde. Nach zwei Jahren begann er am hygienischen Institut der Universität München eine Facharztausbildung unter Max von Gruber als Hygieniker. Die Schwerpunkte seiner Tätigkeit bildeten die praktische Gesundheitsfürsorge und die Seuchenabwehr. Dabei konnte er die Arbeitsweisen der Serologie und Bakteriologie kennenlernen.

## Veröffentlichungen zur Hygiene
Im Jahre 1908 nahm er in Budapest am internationalen Hygienekongress teil und hielt ein Referat über das Thema Über Nahrungsmittelvergiftungen in der Armee. Im Rahmen der Mitarbeit der bakteriologisch-hygienischen Abteilung der königlich bayerischen militärärztlichen Armee befasste er sich mit verschiedenen Themen. Im Jahr 1909 veröffentlichte er eine Arbeit über Paratyphus. Weitere Veröffentlichungen betrafen Erkrankungen, die mit der Genickstarre auftraten, den Trägern der Keime der Meningokokken, dem Anteil der Infektion am Ozaena-Syndrom, den Fragen der Behandlung der Tuberkulose und den Umgang und die Praxis der Apparate der Desinfektion mit Formaldehyd.

## Buchveröffentlichung, Balkankrieg und Dozent
Seine erste Buchveröffentlichung kam 1912 über die erste Hilfe bei Unglücksfällen heraus, das im Jahr 1926 in zweiter Auflage erschien. Mit Hugo Kämmerer verfasste er 1913 eine Arbeit über Blutuntersuchungen und die Blutbestandteile, die auf Erkenntnissen eines Besuchs des Serum-Instituts in Marburg nach der Methode von Emil Adolf von Behring beruhte. Am 27. März 1913 wurde er zum Stabsarzt befördert. Im Jahre 1913 gehörte er einer deutschen Studienkommission des Roten Kreuzes an, die den Kriegsschauplatz des ersten Balkankrieges aufsuchte. Die Resultate der dort gesammelten Erkenntnisse veröffentlichte er 1914 unter dem Titel Klinische Arbeiten und Beobachtungen aus dem Balkankrieg 1913. Gegen Ende des Jahres 1913 berief man ihn als Dozenten für Hygiene an die militärärztliche Akademie in München, wo er Sanitätsärzte in Militärhygiene ausbildete.

## Erster Weltkrieg und Heeressanitätsinspektion
Mit dem Ausbruch des Ersten Weltkriegs im August 1914 wurde er als Berater für Hygiene zum I. bayerischen Armee-Korps kommandiert. Dabei lernte er zuerst die Verhältnisse an der Front im Westen kennen. Danach kam er an die Front im italienischen Süden mit einem Kommando beim III. bayerischen Armee-Korps. Fast bis zum Ende des Krieges diente er vier Jahre lang im Sanitätsdienst. Zwischenzeitlich übernahm er die Aufgabe der Organisation einer Heeres-Sanierungsanstalt bei Plattling. Im Februar 1918 kam er als Referent für Heeres-Hygiene an der Medizinalabteilung zum Bayerischen Kriegsministerium. Im Herbst 1919 erfolgte seine Beförderung zum Oberstabsarzt und die Versetzung zur Heeressanitäts-Inspektion im Reichswehrministerium in Berlin, wo er ebenfalls für die Heeres-Hygiene eingesetzt wurde. Diese Stellung belegte er für die folgenden acht Jahre.

## Neuordnung des Sanitätswesens, Immunologie und Vitamin C
In der Reichswehr wirkte er bei der Neuordnung des Sanitätswesens mit. Auch veröffentlichte er weiterhin aktuelle medizinische Themen, so im Jahre 1921 die Arbeit Tuberkulose als Volkskrankheit in der Gegenwart. Im gleichen Jahr schrieb er eine Arbeit über die Schutzwirkung des Stahlhelms. und im folgenden Jahr eine Veröffentlichung zur Anwendung der Schutzimpfung gegen Typhus. Über die ärztlichen Erfahrungen des Sports im Heer
der Reichswehr berichtete er 1923. Im Jahre 1924 wurde er am 1. Februar zum Generaloberarzt befördert. Im gleichen Jahr schrieb er einen Artikel zum Thema der Hygiene in der Unterkunft der Soldaten bezüglich der Bedeutung der immunologischen Abwehr. Bei seinen Arbeiten griff er auch allgemein interessierende Fragestellungen auf, so im Jahre 1925 mit dem Thema Was wissen wir von der Ermüdung?. Im Jahre 1938 interessierte er sich zur Problemstellung der geistigen und körperlichen Leistungsfähigkeit von Panzerbesatzungen, wenn diese mit Vitamin C zusätzlich versorgt würden. In diesem Zusammenhang nahm er Verbindungen mit Professor Oskar Bruns auf, der für die Schweizer Firma Hoffmann-La Roche tätig war.

## Divisionsarzt und Heeressanitäts-Inspekteur
Am 1. Mai 1927 wurde er zum Generalarzt befördert. Es folgte am 1. November 1927 die Ernennung zum Divisionsarzt bei der 7. Bayerischen Division, die mit der Aufgabe des Arztes beim Wehrkreis in München verbunden war. Im Jahre 1931 wurde er am 1. Mai zum Generalstabsarzt befördert, womit er auch die Stellung des Gruppenarztes beim Heeresgruppenkommando 2 in Kassel einnahm. Am 1. November 1932 ernannte ihn Reichspräsident Paul von Hindenburg unter gleichzeitiger Beförderung zum Generaloberstabsarzt zum Heeres-Sanitätsinspekteur. Bei der Neugliederung der Sanitätsoffizierslaufbahn zum 1. April 1934 wurde sein Dienstgrad in Generalstabsarzt umbenannt.

## Sanitätswesen der Wehrmacht, Akademie und neue Lazarette
Als Inspekteur baute er das Sanitätswesen des Heeres auf, beginnend mit einem Stamm von 300 Sanitätsoffizieren. Aus der Kaiser Wilhelms-Akademie für das militärische Bildungswesen wurde am 1. Oktober 1934 in derselben Liegenschaft die Militärärztliche Akademie. Am 18. Januar 1937 wurde er zum Generaloberstabsarzt ernannt. Im gleichen Jahr wurden die ersten neuen Lazarette eingerichtet.

## Krankheit und Tod
Im Dezember 1940 musste Waldmann den Dienst quittieren, weil „ein heimtückisches Leiden“ es nicht mehr gestattete, sein Amt fortzuführen. Hinzu kam, dass ein Autounfall im Herbst 1940 die Krankheit verschlimmert hatte.
Als er am 26. März 1941 starb, ordnete Adolf Hitler ein Staatsbegräbnis in München für den 30. März 1941 an. Für die NS-Führung legte Reichsgesundheitsführer Leonardo Conti und sein Stellvertreter Kurt Blome einen Kranz für den Stellvertreter von Hitler am Grab nieder.

## Waldmann-Kaserne
Nach dem Zweiten Weltkrieg wurde in München die Korpsnachrichten-Kaserne im Jahre 1955 in Waldmann-Kaserne nach ihm umbenannt, die bis zu ihrer Auflösung im Jahre 1995 diesen Namen trug.

## Beförderungen
| 21. September 1903: | Assistenzarzt                                                        |
| 27. Oktober 1906:   | Oberarzt                                                             |
| 27. März 1913:      | Stabsarzt                                                            |
| 1919:               | Oberstabsarzt                                                        |
| 1. Februar 1924:    | Generaloberarzt (entspricht dem heutigen Oberfeldarzt)               |
| 1. Mai 1927:        | Generalarzt (alt, entspricht dem heutigen Oberstarzt)                |
| 1. Mai 1931:        | Generalstabsarzt (alt, entspricht dem heutigen Generalarzt)          |
| 1. November 1932:   | Generaloberstabsarzt (alt, entspricht dem heutigen Generalstabsarzt) |
| 18. Januar 1937:    | Generaloberstabsarzt (neu)                                           |

## Schriften (Auswahl)
- Über primäres Carcinom des Lungenparenchyms. 1902.
- mit Hugo Kämmerer: Blutmengenbestimmungen nach v. Bering und andere quantitative Untersuchungen der Blutbestandteile. In: Zentralblatt für die gesamte innere Medizin und ihre Grenzgebiet. 1913, S. 660.
- Erste Hilfeleistung bei Unglücksfällen. Leipzig 1926.
- mit Wilhelm Hoffmann: Lehrbuch der Militärhygiene. Berlin 1936.
- Arzt und Soldat. 1938.

## Mitgliedschaft
- Deutsche Militärärztliche Gesellschaft
- Ärztliche Verein München (Ehrenmitglied)
- Ungarischer militärärztlich-wissenschaftlicher Verein (Ehrenmitglied)
- Deutsche Gesellschaft für Wehrpolitik und Wehrwissenschaften (Ehrenmitglied)
- Deutsche Akademie der Naturforscher Leopoldina
- Ausschuss der Deutschen Gesellschaft für Chirurgie
- Robert-Koch-Stiftung (Ehrenausschuss)
- Verwaltungsrat des Harnack-Hauses der Kaiser-Wilhelm-Gesellschaft in Berlin-Dahlem
- Preußischer Landes-Gesundheitsrat[15]
- 1935–1941 Kuratoriumsmitglied der Fürst Donnersmarck-Stiftung
- 1933: Reichsgesundheitsrat
- 1935: Hauptausschuss der Deutschen Forschungsgemeinschaft[16]
- 1937: Wahl in die Kuratorien dreier Kaiser-Wilhelm-Institute: KWI für Anthropologie, KWI für Hirnforschung und KWI für Arbeitsphysiologie[17]

## Ehrungen
- 1938: Ehrenbürgerwürde der Universität zu Köln